# Плита Беллинсгаузена
Плита Беллинсгаузена — небольшая древняя тектоническая плита. Названа в честь российского исследователя Антарктиды Беллинсгаузена.
Плита существовала в период между 83 и 61 млн лет назад на территории соседней к восточной части Земли Мэри Берд. Независимое движение плита прекратила 61-62 млн лет назад, слившись с Антарктической плитой. Предположение о существовании этой плиты было высказано в 1987 году. Оно позволило объяснить различие тенденций зон разломов по обе стороны от зоны разломов Антиподов на Тихоокеанско-Антарктическом хребте на протяжении позднего мелового и раннего палеогенового периодов. В 1995 году учёные смогли определить магнитный хрон-27 (~ 61 млн лет) и подтвердили необходимость выделения независимой плиты Беллинсгаузена. Только северная и восточная границы удалось четко определить, южная и западная границы являются предметом обсуждения исследователей.